# Richard Tucker
Pour l'acteur américain, voir Richard Tucker (acteur).
Richard Tucker, né Rubin Ticker à Brooklyn le 28 août 1913 et mort le 8 janvier 1975 à Kalamazoo, est un ténor américain, l'un des plus célèbres de sa génération, ténor vedette du Metropolitan Opera de New York.

## Biographie
Tucker chante jeune dans les synagogues de New-York et devient chantre au centre juif de Brooklyn. Il étudie le chant avec Paul Althouse (en), sur les conseils de son beau-frère, le ténor Jan Peerce, et fait ses débuts sur scène au Jolson Theatre de New York, dans le rôle d'Alfredo de La traviata, en 1943.
Après avoir refusé plusieurs propositions  du directeur du Metropolitan Opera Edward Johnson, il y débute, le 25 janvier 1945, dans le rôle d'Enzo de La Gioconda, et devient rapidement un pilier de ce théâtre. Il y chantera trente années consécutives, le plus souvent en Rodolfo, Cavaradossi, Manrico, Riccardo, Alvaro, Don Carlo, Radames, Turiddu, Canio, Chénier, etc. Il participe à une importante reprise de Luisa Miller en 1968, aux côtés de Montserrat Caballé, et pour son 25e anniversaire au sein de la compagnie en 1970, un gala est organisé avec comme invités entre autres, Joan Sutherland, Renata Tebaldi, Leontyne Price, Robert Merrill, etc. Il chante aussi régulièrement aux Opéras de Chicago et San Francisco.
Il fait ses débuts européens en 1947, aux Arènes de Vérone, en Enzo, aux côtés d'une autre débutante, Maria Callas. Il la retrouvera en studio d'enregistrement pour les intégrales de La forza del destino et Aida dans les années 1950. Il parait aussi au Royal Opera House de Londres en 1957, à l'Opéra de Vienne en 1958, à La Scala de Milan, dans le rôle-titre d’Ernani, en 1969. Au cours des années 1950 et 1960, Tucker apparaît sous la direction d'Alfredo Antonini au Lewisohn Stadium à New York. Ses concerts en plein air « Puccini Night » ont souvent attiré un public enthousiaste de plus de 13 000 invités,,,.
Il obtient un succès tout particulier dans le rôle d'Éléazar de La Juive, d'abord à New York en 1964, puis à Londres et à La Nouvelle-Orléans en 1973, et à Barcelone en 1974. Il meurt subitement d'une crise cardiaque à 61 ans alors qu'il se reposait dans sa loge avant un concert avec Robert Merrill à Kalamazoo (Michigan). Unique exemple, son cercueil est disposé sur la scène du Met avant ses funérailles.
Fin musicien, Richard Tucker possédait une voix très distinctive et vibrante, dotée d'une solide technique et d'une excellente projection qui lui ont permis de chanter le répertoire lyrique et dramatique avec un égal succès pendant plus de trente ans.
De religion juive, Richard Tucker a chanté toute sa vie dans les synagogues comme hazzan.